# Миславский, Александр Николаевич
Миславский, Александр Николаевич (17 февраля 1880 года, Казань — 14 декабря 1958 года, Казань) — российский и советский учёный в области гистологии и физиологии, основатель Казанской нейрогистологической школы, педагог, заслуженный деятель науки РСФСР (1939), первый председатель Татарского отделения Всесоюзного научного общества анатомов, гистологов и эмбриологов. Сын великого российского физиолога Н. А. Миславского, внук почётного доктора Казанского университета А. А. Миславского.
А. Н. Миславский внёс значительный вклад в разработку теории формирования тканей (гистогенез) и их регенерации.

## Биография
Александр Николаевич Миславский родился в Казани 17 февраля 1880 года в семье знаменитого российского физиолога профессора Н. А. Миславского. Детство и отрочество провел в Екатеринбурге у деда — А. А. Миславского, известного врача, почётного члена Казанского университета и обладателя почётной степени доктора медицины за его медицинскую и общественную деятельность honoris causa.
Закончив гимназию в Екатеринбурге, и в 1898 г.оду Александр поступил на медицинский факультет Казанского университета. В студенческие годы его увлекла гистология, которой он занимался под руководством основателя Казанской нейрогистологической школы профессора К. А. Арнштейна.
Получив диплом с отличием Казанского университета в 1904 г., Александр выбирает научную карьеру: он работает помощником прозектора кафедры гистологии медицинского факультета.
В 1909 году он защищает докторскую диссертацию по теме секреторных процессов клеток желёз внутренней секреции: в его монографии описаны нервные окончания, снабжающие канальцы в железе (gl. mandibu-laris superfacialis).
В 1911—1912 годах выезжает совершенствоваться в германский Тюбинген к М. Гейденгайну и в Париж к академику медицины Луи Огюсту Пренану.
В 1913 г. он получает должность приват-доцента, в 1915 г.- старшего ассистента.
Во время Первой мировой войны Александр Николаевич на фронтах действующей армии, работает врачом передовых перевязочных отрядов Красного Креста.
По возвращении с фронта в 1918 г. он становится профессором кафедры гистологии медицинского факультета Казанского университета. После образования на основе медицинского факультета КУ Казанского государственного медицинского института Миславский работает его проректором и руководит кафедрой гистологии.
С 1935 по 1949 год Александр Николаевич руководит исследованиями иннервации мышц, пищеварительного тракта, мочеполовой системы, желёз внутренней секреции, органов зрения и скелетной мускулатуры.
В 1939 году ему присвоено почётное звание «Заслуженный деятель науки РСФСР».
В июне 1953 г. ученики и коллеги Миславского создали Татарское отделение Всесоюзного научного общества анатомов, гистологов и эмбриологов, избрав своим председателем Александра Николаевича. Впоследствии он был избран почётным председателем и оставался на этом посту до последних дней жизни.
А. Н. Миславский обеспечил создание в Советском Союзе центров фундаментальных нейроморфологических исследований, создавших основу для развития диагностики, эмбриологии и современных медицинских технологий изучения стволовых клеток, искусственного оплодотворения и т. д.

## Вклад в науку
Перу Александра Николаевича Миславского принадлежит около 20 фундаментальных работ по гистологии и физиологии. Его труды по гистологии вегетативной нервной системы стали продолжением теории нервизма, которую в российской науке развивали И. М. Сеченов, С. П. Боткин и И. П. Павлов.
С 1935 по 1949 гг. под руководством А. Н. Миславского изучалась проблема симпатической иннервации поперечнополосатой мышцы.
В 1945 г. в его лаборатории начат масштабный комплекс исследований чувствительной иннервации сосудов пищеварительного тракта, мочеполовой системы, желез внутренней секреции, органа зрения и скелетных мышц.
Ученики и сотрудники Миславского изучали влияние патологических процессов на структуру нейронов и нервных проводников, что нашло продолжение в клинической практике.
Под руководством Миславского начался путь в науке многочисленных учеников: Б. И. Лаврентьева, Н. Г. Колосова, Ю. М. Лазовского, И. Ф. Иванова. Под крылом А. Н. Миславского работали замечательные клиницисты В. С. Зимницкий, И. М. Оксман и другие. и прочих систем организма. Его ученики возглавили кафедры гистологии в Москве, Ленинграде, Казани, Саратове, Новосибирске, Дубне, Кемерове и других городах.
В общей сложности его кафедра подготовила свыше 150 научных работ. Здесь защитились 16 докторов и 29 кандидатов медицинских наук.
Под руководством А. Н. Миславского Казанская нейрогистологическая школа обрела мировую известность. В мировую медицинскую литературу вошли открытые Миславским и его учениками выводы о соотношениях афферентных и эфферентных нервных элементов по протяжению пищеварительного тракта, а также обобщение анализа клеток Догеля 1-го и 2-го типа в сердце (он открыл в сердце наряду с двигательными нервными клетками чувствительные нейроны, которые соответственно и  получили название клеток первого и второго типа).

## Награды
Заслуженный деятель науки РСФСР (1939 г.).
Орден Трудового Красного Знамени (1949 г.)
Орден Ленина (1953 г.), медали.